# Diego Giustozzi
Diego Raúl Giustozzi (Buenos Aires, 1º agosto 1978) è un ex giocatore di calcio a 5 e allenatore di calcio a 5 argentino.
Campione dell'America meridionale nel 2003 con la Nazionale maschile di calcio a 5 dell'Argentina, come commissario tecnico ha guidato l'Albiceleste alla vittoria della Copa América 2015 e della Coppa del Mondo 2016.

## Carriera

### Giocatore

#### Club
Giustozzi ha iniziato la sua carriera calcistica, nelle giovanili dell'El Plata. Successivamente si trasferisce e va a giocare nel River Plate, dove riceve la prima convocazione nella nazionale giovanile. Nel 1995 si trasferisce a titolo definitivo nell'Atlético Lugano, dove nel 1997 riesce a vincere il campionato di Apertura. Dopo una stagione nel River Plate, decide di trasferirsi in Italia, e va a giocare in Serie A con il Firenze C5. Negli anni successivi, Diego cambia molte squadre e va giocare anche in Spagna.
Ma nel 2009 decide di tornare in Italia e firma un contratto triennale con il Pescara.
Dopo una sola stagione Giustozzi si trasferisce nuovamente, questa volta alla Canottieri Lazio. Con il club romano, dopo un anno si ritrova ad aver vinto tutto, sia il campionato di Serie B sia la coppa Italia di Serie B.
Nella stagione successiva disputa la Serie A2, sempre con la Canottierilazio. A inizio agosto del 2012 si trasferisce al Rieti. Il 18 marzo 2013 assume l'incarico di allenatore della prima squadra prendendo il posto del dimissionario Fabrizio Ranieri nelle ultime restanti partite del corrente campionato, mantenendo contemporaneamente però anche il ruolo di giocatore, ricoprendo l'inedita attività di player-manager. Conclude la carriera in patria, giocando un ultimo campionato di clausura con il River Plate.

#### Nazionale
Giustozzi ha debuttato nella Nazionale maschile di calcio a 5 dell'Argentina nella Copa América 2000 dove l'Albiceleste raggiunge la finale ma perde seccamente contro i brasiliani campioni in carica. Nel mondiale di sette mesi dopo l'Argentina giunge al secondo turno ma termina ultima nel girone alle spalle anche dell'Egitto. Il periodo che precede il mondiale del 2004 è il più felice per Giustozzi e per l'Argentina: nel 2003 arriva l'inaspettata vittoria nel torneo sudamericano e, l'anno dopo, la soddisfazione di giungere quarto alla Coppa del Mondo di Taiwan. Nel 2008, infine, non va molto bene la presenza al torneo sudamericano chiuso al terzo posto, mentre al mondiale l'Argentina giunge al secondo turno ma manca le qualificazioni alle semifinali.

### Allenatore
Nel 2011 allena la formazione juniores alla Canottieri Lazio. La stagione successiva subentra all'esonerato Fabrizio Ranieri sulla panchina del Real Rieti. In entrambi i casi mantiene il ruolo di giocatore nelle rispettive squadre.
Nel 2014 è nominato commissario tecnico dell'Argentina. Dopo un anno porta l'Albiceleste alla conquista della Copa América, dopo averla vinta nel 2003 da giocatore. L'anno successivo vince anche la Coppa del Mondo, diventando così il primo allenatore argentino campione del Mondo.
Nell'estate del 2018 si accorda con ElPozo Murcia, sostituendo il brasiliano Duda che per 17 anni ne è stato l'allenatore.

## Palmarès

### Giocatore

#### Club
- Apertura: 1

Atlético Lugano: 1997
- Coppa Italia di Serie B: 1

Canottieri Lazio: 2010-11

#### Nazionale
- Coppa America: 1

Argentina 2003

### Allenatore

#### Nazionale
- Campionato mondiale: 1

Argentina: 2016
- Coppa America: 1

Argentina 2015